# Sternstein
Sternstein (1122 m n. m.) je hora v rakouské části Šumavy, severně od města Bad Leonfelden v Horním Rakousku, v blízkosti rakousko-české hranice. Přes vrchol prochází hlavní evropské rozvodí. Jedná se o nejvyšší horu Lučské hornatiny.

## Rozhledna
Na vrcholu hory se nachází kamenná rozhledna Sternsteinwarte. Byla postavena v roce 1898 a má podobu 20 m vysoké válcové věže. Otevírá se z ní výhled na Šumavu, Novohradské hory i Alpy.
Rozhledna náleží obci Vorderweißenbach.

## Lyžařské středisko
Na svazích Sternsteinu se nachází lyžařský areál pro sjezd i běh na lyžích. Před sezónou 2009/10 prošel areál rozsáhlou rekonstrukcí – dvousedačková lanovka byla nahrazena moderní lanovkou s větší kapacitou. Rozšířeny byly sjezdové dráhy a umělé zasněžování nyní pokrývá celou plochu všech sjezdovek.

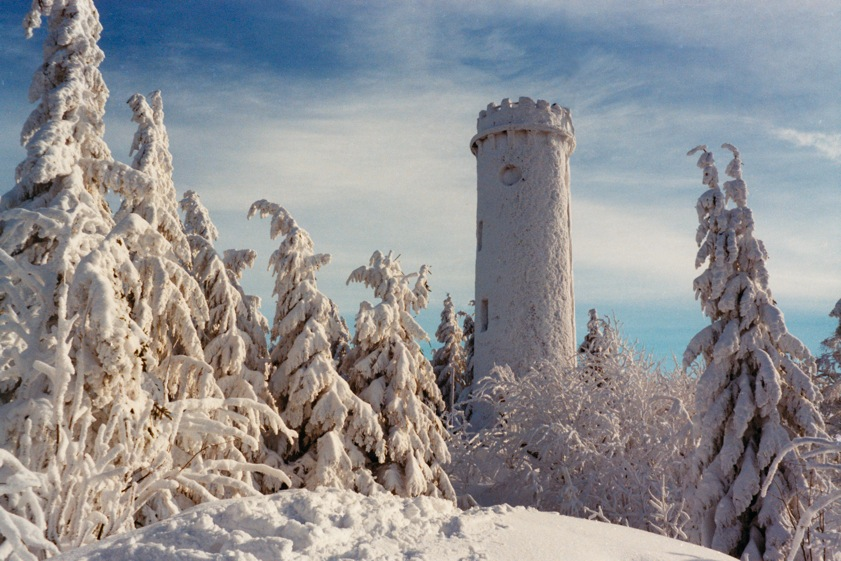
Rozhledna Sternsteinwarte